# Elektra (stjärna)
Elektra, även 17 Tauri, är en blåvit jättestjärna i stjärnbilden Oxen. Det är den tredje ljusaste stjärnan i Plejadernas öppna stjärnhop (M45). De mest synliga stjärnorna i denna grupp är namngivna efter de sju systrarna i den grekiska mytologin.

## Egenskaper

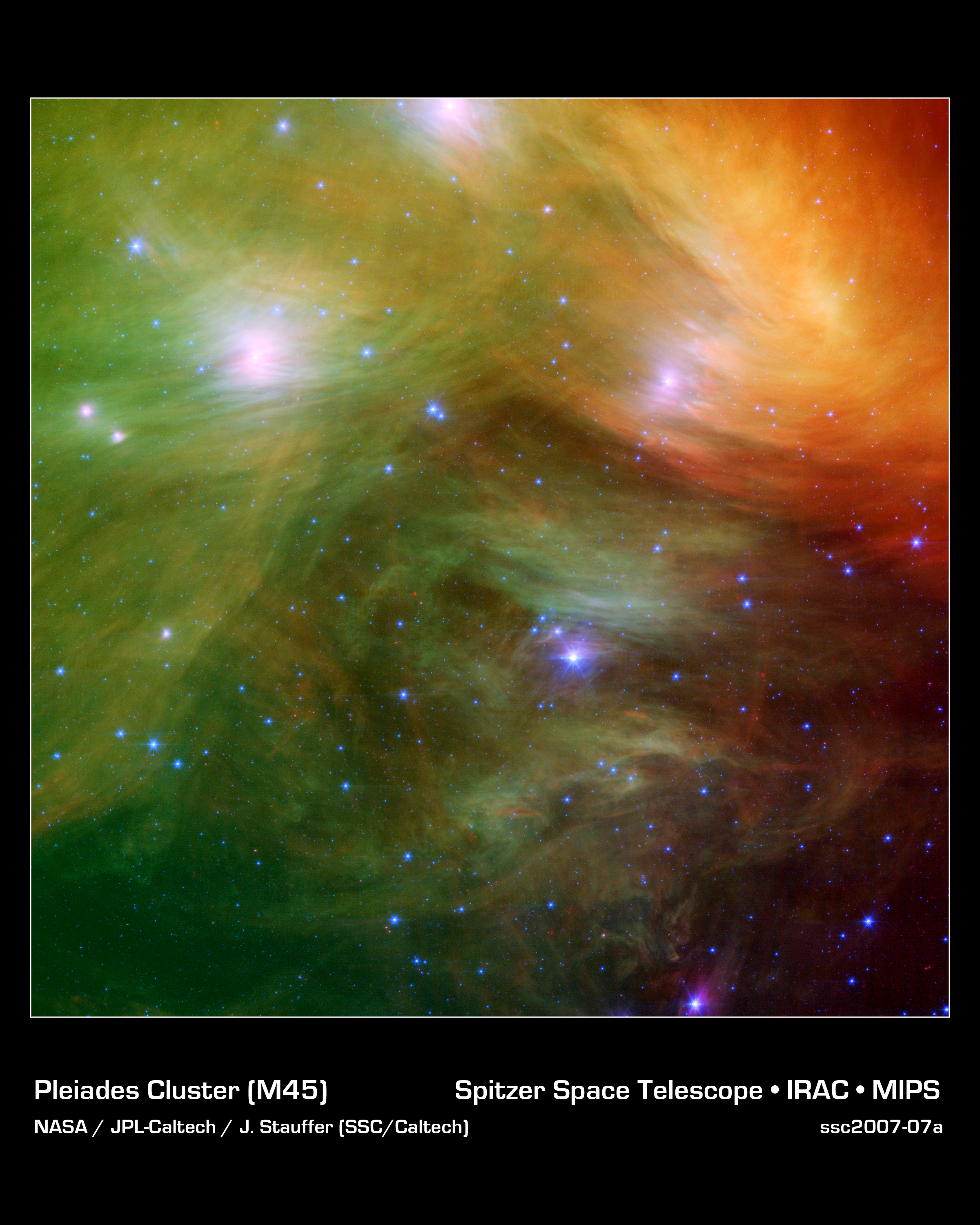
Stjärnhopen Plejaderna i infrarött med Elektra högst upp.

Stjärnan har en skenbar ljusstyrka på 3,72, den tredje ljusaste av stjärnorna i stjärnhopen. Elektra har spektraltyp B6 IIIe och är belägen cirka 400 ljusår från solen. Stjärnhopen Plejaderna antas vara 444 ljusår borta.
Den projicerade rotationshastigheten för denna stjärna är 181 km/s. Detta är hastighetskomponenten av stjärnans ekvatoriella rotation längs synfältet till jorden. Den uppskattade inklinationen hos stjärnans pol är 46,8° ± 1,6, vilket ger en sann ekvatoriell rotationshastighet på 320 ± 18 km/s. Den snabba rotationshastigheten hos denna stjärna plattar till polerna och sträcker ut ekvatorn. Detta gör stjärnans gravitation ojämn och orsakar temperaturvariation. Denna effekt är känd som gravitationsmörkning, eftersom det resulterar i en variation av strålning genom latitud. Den snabba rotationen förlänger stjärnans livslängd genom att öka kärntätheten och minska strålningsutgången.
Elektra klassificeras som en Be-stjärna, det vill säga en B-stjärna med framträdande emissionslinjer av väte i sitt spektrum. Be-stjärnor har en rotationshastighet som är 1,5–2 gånger högre än normala B-stjärnor. Förändringar i radialhastigheten indikerar att stjärnan kan ha en följeslagare, vilket skulle göra Elektra till en spektroskopiskt binär stjärna.
Infraröda observationer av stjärnan har påvisat en infrarödexcess på 0,5. Emissionskällan är förmodligen en gasskiva som skapats av massförlust på grund av strålning samt stjärnans snabba rotation. Dessa skivor skapas av en materialutstötning ungefär vart tionde år, vilka sedan sätter sig in i ekvatorialplanet kring stjärnan. Den ljusa nebulositeten som omger denna stjärna gör dock observationen osäker.

## Nomenklatur
17 Tauri är stjärnans Flamsteed-beteckning.
Den har det traditionella namnet Elektra. Elektra var en av de sju Plejaderna i den grekiska mytologin. År 2016 anordnade Internationella astronomiska unionen (IAU) en arbetsgrupp för stjärnnamn (WGSN) för att katalogisera och standardisera stjärnnamn. WGSN godkände namnet Elektra för den här stjärnan den 21 augusti 2016 och den är nu så inskriven i IAU-katalogen över stjärnnamn.